# Stefano Servadei
Stefano Servadei (Forlì, 21 gennaio 1923 – Forlì, 1º febbraio 2016) è stato un politico italiano.

## Biografia
Di famiglia operaia, avrebbe dovuto fermarsi alla fine delle scuole elementari, ma il maestro convince i genitori a farlo proseguire negli studi.

Durante la seconda guerra mondiale si avvicina ad esponenti antifascisti. Si rifugia in Svizzera dal luglio 1944 al luglio 1945, dove frequenta i corsi universitari organizzati da docenti italiani ai rifugiati italiani. Tra di loro vi sono Luigi Einaudi (con lui Servadei dà anche un esame) e Amintore Fanfani. Alla fine della guerra frequenta Economia e commercio all'Università di Bologna, dove gli sono riconosciuti "una decina di esami".
Vice Presidente della Provincia di Forlì dal 1951 al 1963 e consigliere comunale a Forlì dal 1946 al 1963, è deputato della Repubblica dal 1963 al 1983 per cinque legislature e consigliere regionale in Emilia-Romagna dal 1985 al 1990. Dal 1979 al 1983 è Questore della Camera dei deputati e ricopre l'incarico di sottosegretario di Stato al Ministero dell'Industria prima e del Commercio Estero poi nei due governi di centro-sinistra presieduti da Mariano Rumor. Fa parte della corrente autonomista, è luogotenente di Pietro Nenni a Forlì, componente del Comitato centrale del PSI e grande amico di Sandro Pertini e Nilde Jotti.
Nel 1990 fonda, insieme ad un gruppo di amici ai quali si aggregherà ben presto Lorenzo Cappelli, parlamentare democristiano e per tredici mandati sindaco di Sarsina, il «Movimento per l'Autonomia della Romagna» (MAR), nato per la realizzazione della Regione Romagna, staccata dall'Emilia, attraverso il referendum previsto dall'art. 132 della Costituzione.
Nel 2012 dona all’Archivio di Stato di Forlì mille libri tra cui le ristampe dell’opera di Aldo Spallicci e Alessandro Schiavi di cui è stato tra i curatori, riviste come «La Piê» (l'intera collezione dal 1970), gli atti del MAR, carte personali, discorsi e lettere.
Muore il 1º febbraio 2016, undici giorni dopo aver compiuto 93 anni.